# Zrecze Małe
Zrecze Małe – wieś w Polsce położona w województwie świętokrzyskim, w powiecie kieleckim, w gminie Chmielnik.
| SIMC    | Nazwa            | Rodzaj    |
| ------- | ---------------- | --------- |
| 0235619 | Bądziołów        | część wsi |
| 0235625 | Kaczorówka       | część wsi |
| 0235631 | Kolonia          | część wsi |
| 0235648 | Trzcianki        | część wsi |
| 0235654 | Zrecze Dębińskie | część wsi |

W latach 1975–1998 miejscowość administracyjnie należała do województwa kieleckiego.